# Unidade Popular (Grécia)
A Unidade Popular (em grego:  Λαϊκή Ενότητα, Laïkí Enótita) é um partido grego criado no dia 21 de agosto de 2015 por 25 deputados, até então representantes do Syriza que racharam com o seu antigo partido, opostos ao acordo do primeiro-ministro Alexis Tsipras com a troika. É liderado pelo antigo Ministro da Energia, Panagiotis Lafazanis, e inclui mais outros dois ex-ministros de Tsipras, Dimitris Stratoulis and Konstantinos Isyhos, assim como sua ex-presidente do parlamenta grego, principal responsável pela auditoria da dívida grega, Zoe Konstantopoulou.